# フォーム化成
株式会社フォーム化成（ふぉーむかせい、英:FOAM KASEI Co.,Ltd）は、プラスチック発泡材料の加工を主な事業内容とする日本の企業。古河電気工業の100%子会社。

## 概要
古河電気工業AT・機能樹脂製品事業部に属し、屋根断熱材「フォームエース」、配管保温/保冷「古河パイプカバー」及び関連部材の真空成型加工、超微細発泡光反射板「MCPET」、無架橋低発泡ポリプロピレンシート「エフセル」、リサイクルプラスチック製品など古河電気工業及び同グループ企業製品の加工販売を主な事業とする。自社ブランドの電磁波対策製品となる「イーバリアー®」の製造販売も行っている。またグループ会社からの供給を受け、調湿ゴムシート「ドライキーパー」及び「TMシート」や柔道及び空手を主としたスポーツ用ポリエチレンマットの輸入販売も行っている。

## 沿革
- 1962年（昭和37年）4月 - ポリウレタンフォーム2次加工を目的に、横浜ゴムの関連会社として東京ハマプレーン工業株式会社設立。
- 1968年（昭和43年）11月 - 株式会社フォームエース化工設立。
- 1972年（昭和47年）12月 - フォームエース化工の全株式を古河電気工業が取得、完全子会社化。
- 1993年（平成5年）
  - 5月 - 東京ハマプレーン工業の全株式を古河電気工業が取得、完全子会社化。
  - 10月 - 東京ハマプレーン工業とフォームエース化工が合併し、株式会社フォーム化成が発足。
- 1996年（平成8年）4月 - 現所在地に移転。
- 2001年（平成13年）11月 - 厚木工場を開設。
- 2009年（平成21年）4月 - 子会社の古喜産業株式会社を吸収合併、平塚工場とする。
- 2018年（平成30年）12月 - 大塚工場を開設。